# تلمان (شهرستان قره‌سو)
تلمان (به لاتین: Telman) یک روستا در قرقیزستان است که در شهرستان قره‌سو (قرقیزستان) واقع شده‌است. تلمان ۵٬۶۹۳ نفر جمعیت دارد.